# Keit Pentus-Rosimannus
Keit Pentus-Rosimannus, född 3 mars 1976 i Tallinn i dåvarande Estniska SSR, är en estnisk statsvetare och liberal politiker, tillhörande Estniska reformpartiet. Mellan 2021 och 2022 var hon Estlands finansminister i regeringen Kaja Kallas I. Sedan 1 januari 2023 är hon Estlands EU-revisor som representant i Europeiska revisionsrätten.
Mellan 6 april 2011 och 17 november 2014 var hon Estlands miljöminister. Den 17 april 2014 efterträdde hon Urmas Paet på posten som landets utrikesminister i regeringen Rõivas I. Hon lämnade posten i juli 2015. Sedan 2007 är hon ledamot av Riigikogu, det estländska paramentet.
Pentus har studerat piano vid Tallinna Muusikakeskkool och Bakalaureuse Erakoolis (idag Akadeemia Nord). Hon har studerat vid Tallinns pedagogiska universitet (idag Tallinns universitet) och avlade år 2000 en examen i offentlig förvaltning och EU:s förbindelser.
Keit Pentus-Rosimannus är äldre syster till racerföraren Sten Pentus. 2012 gifte hon sig med Rain Rosimannus.